# Kotelnica (Tatry)

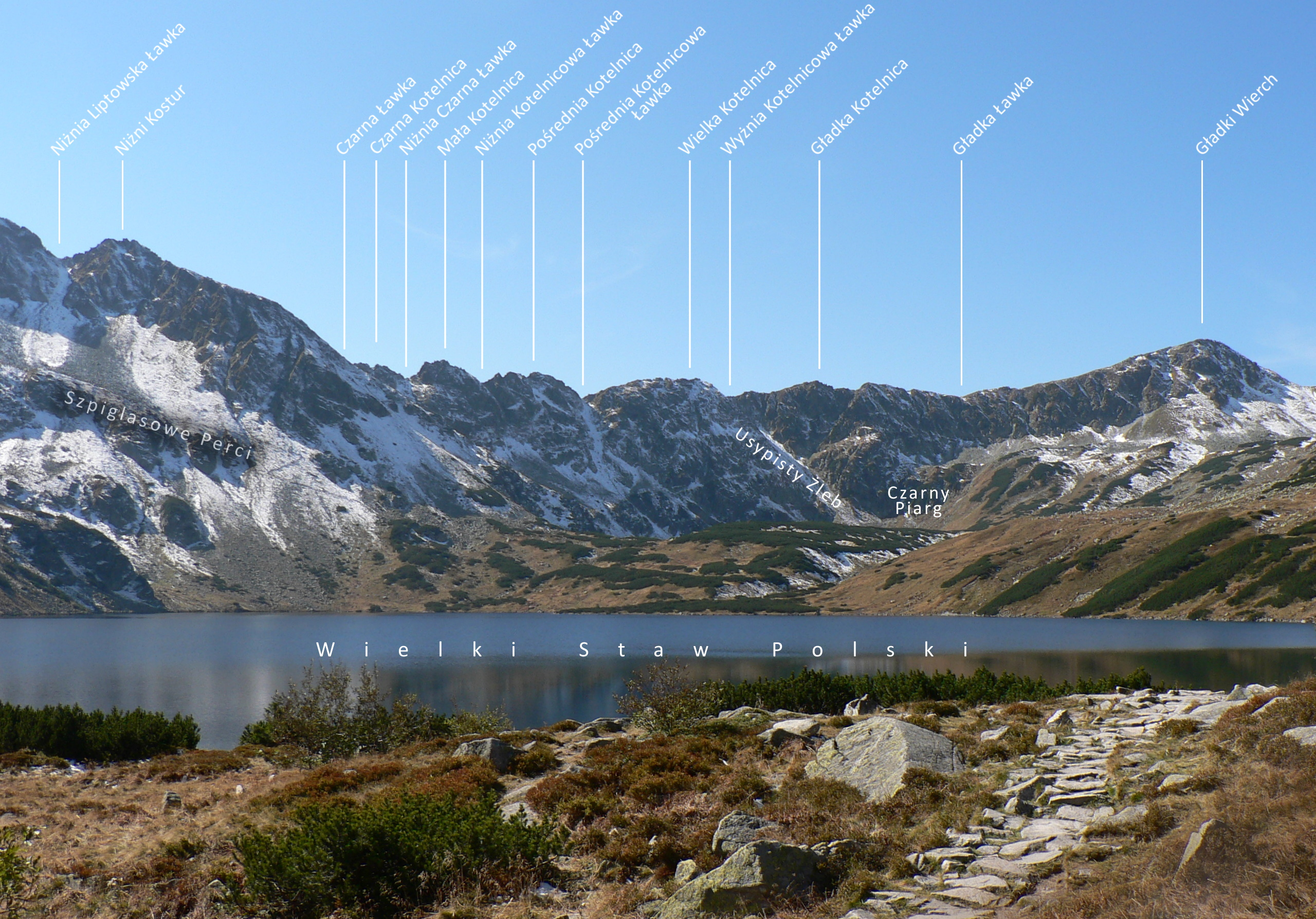
Podpisane szczyty i przełęcze grani Kotelnicy

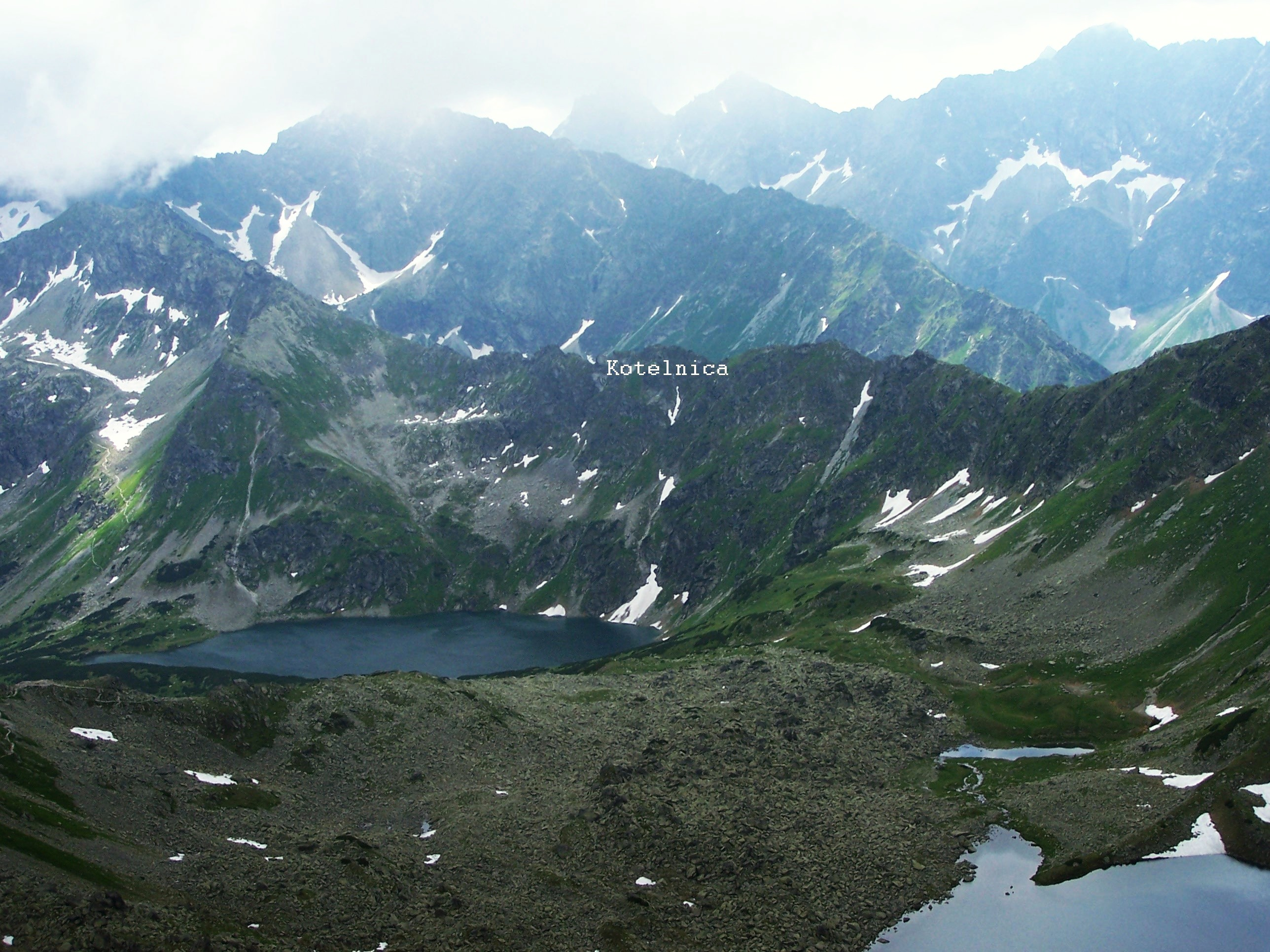
Kotelnica nad Czarnym Stawem Polskim

Kotelnica (słow. Kotolnica, niem. Kesselgrat, węg. Katlanos-gerinc) – odcinek grani głównej Tatr Wysokich od Gładkiego Wierchu (2065 m) do Czarnej Ławki (1968 m). Przez grań przebiega granica polsko-słowacka. Po stronie polskiej grań opada do Doliny Pięciu Stawów Polskich, natomiast po stronie słowackiej do Doliny Koprowej (głównie do jej odnogi – Dolinki Kobylej).
W grani wyróżnia się kilka garbów oddzielonych od siebie niewielkimi przełączkami. W kierunku od Gładkiego Wierchu do Czarnej Ławki są to:
- Gładka Ławka Hladká lávka, 1965 m,
- Gładka Kotelnica (Hladká Kotolnica, 1990 m),
- Wyżnia Kotelnicowa Ławka (Kotelnicowa Przehyba, Vyšná kotolnicová lávka, Kotolnicová priehyba, 1975 m),
- Wielka Kotelnica (Veľká Kotolnica, 1987 m),
- Pośrednia Kotelnicowa Ławka (Przednia Kotelnicowa Ławka, Prostredná / Predná kotolnicová lávka, 1965 m),
- Pośrednia Kotelnica (Prostredná Kotolnica, 1980 m),
- Niżnia Kotelnicowa Ławka (Nižná kotolnicová lávka, 1955 m),
- Mała Kotelnica (Malá Kotolnica, 1974 m),
- Niżnia Czarna Ławka (Zadnia Czarna Ławka, Nižná / Zadná Čierna lávka, 1950 m),
- Czarna Kotelnica (Čierna Kotolnica, 1963 m).

Poniżej Gładkiej Kotelnicy, a powyżej Czarnego Stawu Polskiego znajduje się Czarny Piarg, spod Wyżniej Kotelnicowej Ławki do Czarnego Stawu opada Usypisty Żleb.
Kotelnica według części źródeł stanowi fragment Liptowskich Murów, grani oddzielającej Dolinę Pięciu Stawów Polskich od Dolinki Kobylej, odgałęzienia Doliny Koprowej. Pierwsze znane przejście turystyczne:
- latem – Teodor Eichenwald, Ferdynand Rabowski, Jan Bachleda Tajber, Wojciech Tylka Suleja, 5 sierpnia 1902 r. (z Gładkiej Przełęczy przez Gładki Wierch do Czarnej Ławki),
- zimą – Adam Karpiński, Wilhelm Smoluchowski, 8 kwietnia 1925 r.[3]

Nazwa Kotelnica pierwotnie oznaczała zapewne kotlinę u stóp grani, została zaś przesunięta na grzbiet wskutek nieporozumienia.